# Ciprian Marica
Ciprian Andrei Maricá (Bucarest, Rumania, 2 de octubre de 1985) es un exjugador internacional rumano que jugaba como delantero, su último club fue el Steaua de Bucarest de la Liga I de Rumania.

## Trayectoria

### Dinamo Bucarest y Shajtar Donetsk
Maricá comenzó su andadura en el fútbol profesional en la temporada 2001-2002 en el Dinamo de Bucarest, donde estuvo 3 temporadas, las otras 3 las ha pasado en el Shajtar Donetsk.
Su principal baza es su velocidad, Maricá pesa 80 kg y mide 185 cm. Jugó con la selección internacional sub-21 y ahora es fijo con la selección absoluta de Rumania. Juega de extremo.

### Bundesliga
El 23 de julio de 2007, fue transferido al vigente campeón de esa época en la liga alemana, el VfB Stuttgart, después de que su club anterior, el Shajtar Donetsk, rechazara una oferta del Derby County. Maricá firmó un contrato por 5 años, y fue transferido por 8 millones de euros.
Maricá debutó con el VfB Stuttgart el 12 de agosto de 2007, en un partido de la Bundesliga alemana en el Gottlieb-Daimler-Stadion, contra el Schalke 04.
El 12 de julio de 2011 el VfB Stuttgart decide rescindirle el contrato de Maricá y el jugador firma por el Schalke 04.

### La Liga
El 26 de septiembre de 2013, según afirmación del presidente del Getafe C.F., Ángel Torres Sánchez el jugador libre de ficha proveniente del FC Schalke 04 es fichado por el club español del sur de la Comunidad de Madrid.
Se toma la decisión por parte del club de utilizar en la equipación el nombre para evitar en lo posible su uso como burla por las aficiones rivales ya que el apellido que venía utilizando el jugador habitualmente, en castellano, tiene un significado de homosexualidad masculina, y de insulto para las personas que lo son.
Ciprian debuta con el Getafe CF el 6 de octubre de 2013 entrando en sustitución de Adrián Colunga en la segunda parte del encuentro ante el Real Betis. Anota su primer gol con el conjunto azulón el 31 de octubre en la victoria por 0-2 ante el Villarreal CF. Se convierte en el autor de los dos goles que dan la permanencia al Getafe en la última jornada tras una victoria por 1-2 ante el Rayo Vallecano anotando al final de la temporada un total de 7 goles con el conjunto azulón.

### Konyaspor
En el verano de 2014, Maricá firmó un contrato por dos años con el equipo turco. El 15 de octubre de 2015 fue liberado por el club, jugando sólo 7 partidos en 14 meses para el equipo turco, principalmente debido a sus problemas físicos.

### Steaua București
El 14 de enero de 2016, Maricá llegó a un acuerdo con el Steaua, volviendo así a un equipo rumano después de 12 años. Se convirtió en el 59.º futbolista en jugar en los dos rivales de la capital rumana, Steaua y Dinamo. En su primer partido con el Steaua se impuso por 2-0 ante el Concordia Chiajna, jugó titular y fue reemplazado en el minuto 84, su actuación se consideró débil.
El 31 de octubre de 2016, debido a los problemas físicos que sufre desde hace meses, decidió ponerle fin a su carrera profesional a los 31 años.

## Estadísticas
- Liga rumana: 22 partidos. 4 goles
- Liga ucraniana: 19 partidos. 3 goles
- Liga española: 27 partidos. 6 goles
- Superliga de Turquía:  7 partidos. 1 gol
- Selección sub-21: 6 partidos. 3 goles
- Selección absoluta: 39 partidos. 12 goles

Nota: estos datos no cuentan las estadísticas de la temporada 2005-2006.

## Selección nacional
Ha sido internacional con la selección de fútbol de Rumania, ha jugado 79 partidos internacionales y ha anotado 4 goles.

## Clubes
| Club               | País     | Año       |
| ------------------ | -------- | --------- |
| Dinamo de Bucarest | Rumania  | 2001-2004 |
| FC Shajtar Donetsk | Ucrania  | 2004-2007 |
| VfB Stuttgart      | Alemania | 2007-2011 |
| Schalke 04         | Alemania | 2011-2013 |
| Getafe C.F.        | España   | 2013-2014 |
| Konyaspor          | Turquía  | 2014-2015 |
| Dinamo de Bucarest | Rumania  | 2016      |

## Palmarés

### Campeonatos nacionales
| Título                  | Club               | País    | Año  |
| ----------------------- | ------------------ | ------- | ---- |
| Liga I                  | Dinamo de Bucarest | Rumania | 2002 |
| Copa de Rumania         | Dinamo de Bucarest | Rumania | 2003 |
| Liga I                  | Dinamo de Bucarest | Rumania | 2004 |
| Copa de Ucrania         | Shajtar Donetsk    | Ucrania | 2004 |
| Liga Premier de Ucrania | Shajtar Donetsk    | Ucrania | 2005 |
| Supercopa de Ucrania    | Shajtar Donetsk    | Ucrania | 2005 |
| Liga Premier de Ucrania | Shajtar Donetsk    | Ucrania | 2006 |